# Domecy-sur-le-Vault
Domecy-sur-le-Vault é uma comuna francesa na região administrativa de Borgonha-Franco-Condado, no departamento de Yonne. Estende-se por uma área de 6,21 km². Em 2010 a comuna tinha 90 habitantes (densidade: 14,5 hab./km²).